# Albanisch-ungarische Beziehungen
Die Albanisch-ungarischen Beziehungen (albanisch Marrëdhëniet shqiptaro-hungareze; ungarisch Albán-magyar kapcsolatok) stehen historisch in Zusammenhang mit Österreich-Ungarn und dem Osmanischen Reich. Ungarn ist ein enger Unterstützer Albaniens in dessen Ambitionen um eine Mitgliedschaft in der Europäischen Union.

## Geschichte

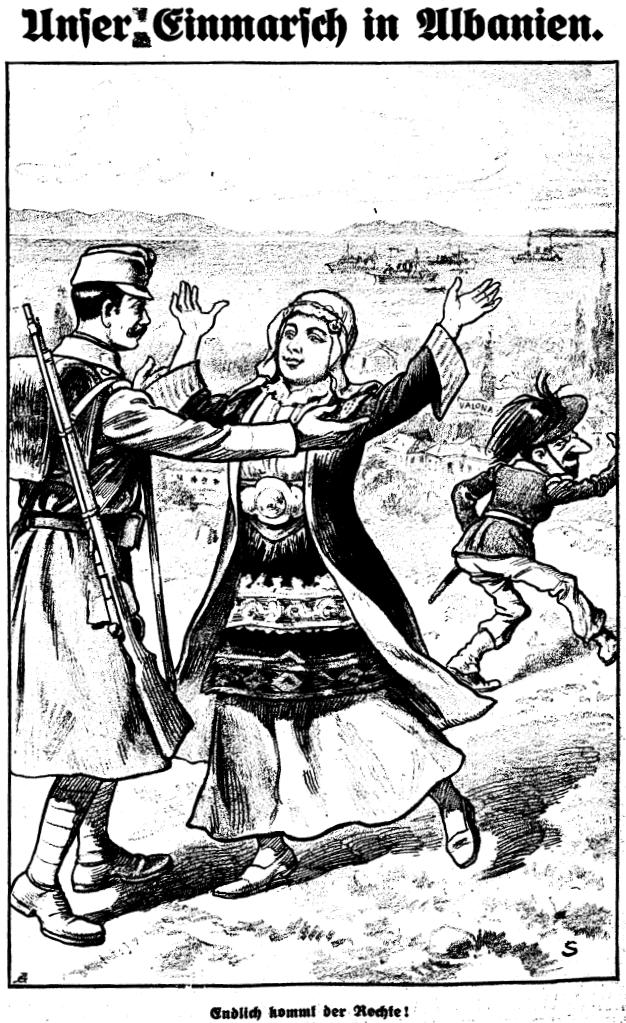
Karikatur von 1916: österreichisch-ungarische Besetzung Albaniens während des Ersten Weltkriegs

Geprägt durch die jahrhundertelang währende Herrschaft der Osmanen auf der Balkanhalbinsel hegten Albanien und Ungarn lange politische Sympathien zueinander. Bei der Schlacht auf dem Amselfeld 1448 gründeten die Ungarn unter dem Heerführer Johann Hunyadi eine römisch-katholische Allianz mit der Walachei und den Albanern, die vom Prinzen Skanderbeg geführt wurden. Doch auf dessen Weg zum Schlachtort wurde seine Armee in einen serbischen Hinterhalt gelockt, der vom serbischen Despoten Đurađ Branković angeführt wurde. Branković wollte so einer Vergrößerung der römisch-katholischen Allianz entgegenwirken (mehr dazu in den Artikeln Johann Hunyadi und Schlacht auf dem Amselfeld (1448)).
Die albanisch-ungarischen Beziehungen vertieften sich dann im 20. Jahrhundert wieder. 20 Tage bevor die Albaner am 28. November 1912 ihre politische Unabhängigkeit vom Osmanischen Reich in der Hafenstadt Vlora ausriefen, bekamen sie von offizieller österreichisch-ungarischer Seite volle Unterstützung bei ihren politischen Vorhaben. Der österreichisch-ungarische Außenminister Leopold Berchtold sowie der spätere ungarische Ministerpräsident János Hadik sagten dem späteren ersten Ministerpräsident Albaniens, Ismail Qemali, politische Unterstützung für die Albaner durch die k.u.k. Doppelmonarchie zu. Von da an beginnt die albanisch-ungarische „Partnerschaft“.
1938 heiratete der albanische König Ahmet Zogu die ungarische Gräfin Geraldine Apponyi, mit der er einen gemeinsamen Sohn hatte, Leka Zogu. Während des Kalten Krieges pflegten die Volksrepublik Albanien und die Ungarische Volksrepublik wirtschaftliche und politische Beziehungen unter der gemeinsamen Mitgliedschaft im Warschauer Pakt.
Während der Ungarischen EU-Ratspräsidentschaft 2011 erklärte der ungarische Ministerpräsident Viktor Orbán, dass Albanien bis Ende 2011 den EU-Kandidatenstatus erhalten sollte. Tirana bekam damals jedoch eine negative Antwort von der Europäischen Kommission. Erst im Oktober 2012 empfahl sie dann die Zusage des Kandidatenstatus für Albanien, jedoch mit drei Bedingungen (siehe auch Albanien und die Europäische Union).

## Belastung der Beziehungen
Bisher wurden die Beziehungen zwischen den südost- bzw. osteuropäischen Ländern nur von einem größeren Fall zum Teil belastet. Ende Januar 2012 einigten sich Albanien und Kosovo für die Verwaltung des kosovarischen Luftraumes (über 8500 m), der seit 1999 geschlossen ist. Demnach sollte in Zukunft die albanische Zivilluftfahrtbehörde alleine die Verwaltungsaufgaben übernehmen. Dabei werden die Albaner von den Vereinigten Staaten unterstützt. Ungarn jedoch ist auch im Rennen um diesen Luftraum und wird hierbei von der NATO als geeigneter Verwalter gesehen. Weitere wirtschaftliche Belastungen traten jedoch nicht auf; Ungarn investiert jährlich Millionen von Euro in die Wirtschaft Albaniens.

## Diplomatie

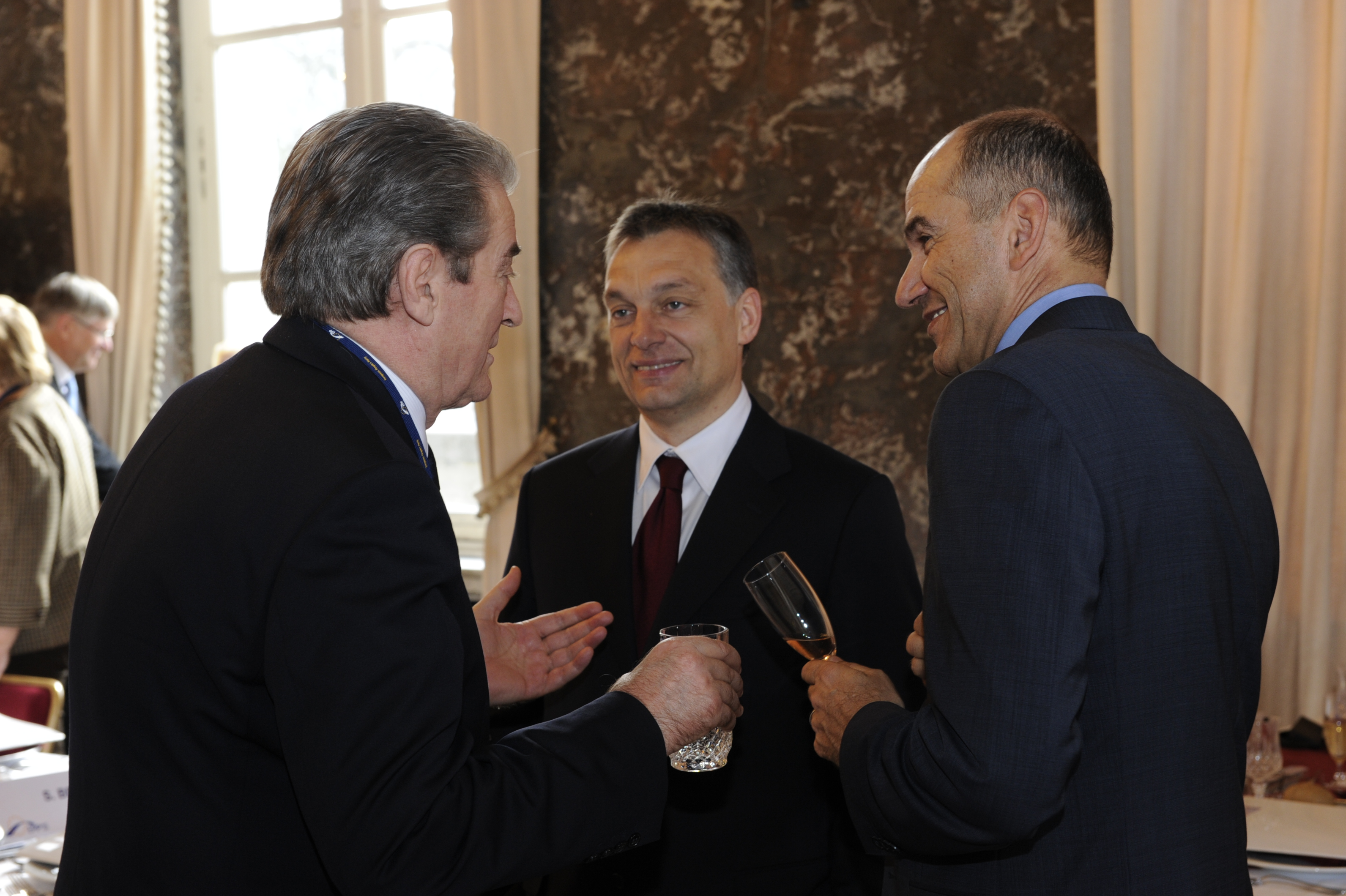
Der ehemalige albanische Ministerpräsident Sali Berisha (links) im Gespräch mit seinem ungarischen Amtskollegen Viktor Orbán (Mitte) während einer Gesamtkonferenz der Europäischen Volkspartei im Jahr 2010

Albanien und Ungarn unterhalten gegenseitige Botschaften. Die ungarische Ambassade befindet sich in der Hauptstadt Tirana, die vom Botschafter Heizer Antal geleitet wird. Konsul ist Szabolcs Varga. In Budapest steht zudem die albanische Botschaft, die von der Botschafterin Mira Hoxha geleitet wird.